# Athetis corrupta
Athetis corrupta är en fjärilsart som beskrevs av Rudolf Püngeler 1907. Athetis corrupta ingår i släktet Athetis och familjen nattflyn. Inga underarter finns listade i Catalogue of Life.